# شهرستان کایاکنتسکی
شهرستان کایاکنتسکی (به لاتین: Kayakentsky District) یک منطقهٔ مسکونی در روسیه است که در داغستان واقع شده‌است.